# П'єр Адо
П'єр Адо́ (фр. Pierre Hadot; фр.: [ado] ; 21 лютого 1922 — 24 квітня 2010) — французький філософ та історик філософії, фахівець з античній філософії, зокрема з неоплатонізму.

## Біографія
Адо народився у католицькій родині, виріс у Реймсі, з 1932 року відвідував католицьку середню школу (Petit Séminaire). Потім вивчав католицьку теологію та філософію. Після завершення навчання у 1944 році був висвячений на священика, але після енцикліки Папи Пія XII Humani generis (1950) залишив сан священика. У 1946—1947 роках навчався в Сорбонні. У 1949 році став співробітником Національного центру наукових досліджень (CNRS). Покинув Католицьку Церкву в 1952 році. У 1961 році він закінчив Практичну школу вищих досліджень. У 1964 році він був призначений директором з досліджень в цій школі, спочатку обіймаючи кафедру латинської патристики, проте 1972 року кафедру було перейменовано на «Теології та містицизму елліністичної Греції та кінця античності». У 1983 році він став професором Колеж де Франс, де зайняв кафедру історії елліністичної та римської думки. У 1991 році він пішов у відставку з цієї посади, щоб стати почесним професором колежу; його остання лекція відбулася 22 травня того ж року. Він завершив свою останню лекцію словами: «Зрештою, ми навряд чи можемо говорити про найважливіше».
Протягом своєї кар'єри Адо опублікував переклади та коментарі до Порфирія, Св. Амвросія, Плотіна та Марка Аврелія.
Адо був одружений з науковицею Ільзетраут Адо.

## Філософський доробок
Адо був одним із перших авторів, які представили думку Людвіга Вітгенштейна у Франції. Адо припустив, що не можна відокремити форму Філософських досліджень Вітгенштайна від їхнього змісту. Вітгенштайн стверджував, що філософія — це хвороба мови, а Адо зазначає, що для лікування потрібен певний тип літературного жанру.
Адо також відомий своїм аналізом концепції філософії греко-римської античності. Він визначив і проаналізував «духовні вправи», які використовувалися в античній філософії (що вплинуло на думку Мішеля Фуко в другому та третьому томах його «Історії сексуальності»). Під «духовними вправами» Адо має на увазі «практики… спрямовані на модифікацію та трансформацію суб'єктів, які їх практикують . Дискурс учителя філософії міг би бути поданий таким чином, щоб учень, як аудитор, читач або співрозмовник, міг досягти духовного прогресу та змінити себе всередині» . Адо показує, що ключ до розуміння оригінального філософського імпульсу можна знайти у Сократа. Сократівську терапію характеризує насамперед те значення, яке надається живому контакту між людьми.
Повторювана тема Адо полягає в тому, що філософія античності характеризувалася серією духовних вправ, спрямованих на перетворення сприйняття, а отже, і буття тих, хто її практикує; що філософію найкраще вивчати в реальній розмові, а не через письмові тексти та лекції; і що філософія, як її викладають сьогодні в університетах, є здебільшого спотворенням її початкового, терапевтичного імпульсу. Адо об'єднує розгляд цих проблем у книзі «Що таке антична філософія?», на яку звернула увагу критика.

## Публікації
- J. Scheid, «Pierre Hadot (1922—2010), chaire de pensée hellénistique et romaine, 1982—1991», La lettre du Collège de France no. 30 December 2010, 43–45
- G. Catapano, «Pierre Hadot (1922—2010)», Adamantius XVII (2011), 348—352
- M. Chase, S.R.L. Clark, M. McGhee, eds., (2013). Philosophy as a way of life: ancients and moderns. Essays in honor of Pierre Hadot Wiley-Blackwell. ISBN 978-1-4051-6161-9
- Exercices spirituels et philosophie antique. Paris, Etudes augustiniennes, 1981. (Collection des études augustiniennes. Série antiquité ; 88). ISBN 2-85121-039-4.
- La citadelle intérieure. Introduction aux Pensées de Marc Aurèle. Paris, Fayard, 1992. ISBN 2-213-02984-9
- Qu'est-ce que la philosophie antique? Paris, Gallimard, 1995. (Folio essais ; 280). ISBN 2-07-032760-4
- Plotin ou la simplicité du regard (1963); 4e éd. Paris, Gallimard, 1997. (Folio esais ; 302). ISBN 2-07-032965-8
- Etudes de philosophie ancienne. Paris, Les Belles Lettres, 1998. (L'âne d'or ; 8). ISBN 2-251-42007-X
- Marc Aurèle. Ecrits pour lui même, texte établi et traduit par Pierre Hadot, avec la collaboration de Concetta Luna. vol. 1 (general introduction and Book 1). Paris, Collection Budé, 1998. ISBN 2-251-00472-6.
- Plotin, Porphyre: Études néoplatoniciennes. Paris, Les Belles Lettres, 1999. (L'âne d'or ; 10). ISBN 2-251-42010-X(recueil d'articles).
- La philosophie comme manière de vivre. Paris, Albin Michel, 2002. (Itinéraires du savoir). ISBN 2-226-12261-3
- Exercices spirituels et philosophie antique, nouvelle éd. Paris, Albin Michel, 2002. (Bibliothèque de l'évolution de l'humanité). ISBN 2-226-13485-9
- Le voile d'Isis: Essai sur l'histoire de l'idée de nature. Paris, Gallimard, 2004. (NRF essais). ISBN 2-07-073088-3
- Wittgenstein et les limites du langage. Paris, J. Vrin, 2004. (Bibliothèque d'histoire de la philosophie). ISBN 2-7116-1704-1
- Apprendre à philosopher dans l'antiquité. L'enseignement du Manuel d'Epictète et son commentaire néoplatonicien (with Ilsetraut Hadot). Paris, LGF, 2004. (Le livre de poche ; 603). ISBN 2-253-10935-5
- N'oublie pas de vivre. Goethe et la tradition des exercices spirituels, Albin Michel, 2008. (Bibliothèque Idées). ISBN 978-2-226-17905-0

## Переклади українською
- П'єр Адо. Що таке антична філософія? Пер. Сергій Йосипенко. – Київ: Новий Акрополь, 2014. — 428 с.
- П'єр Адо. Покривало Ізіди. Нарис історії ідеї Природи. Пер. Оксана Йосипенко. — Київ: Новий Акрополь, 2016. — 470 с.
- П'єр Адо. Філософія як спосіб життя. Пер. Оксана Йосипенко. — Київ: Новий Акрополь, 2020. — 312 с.

## Визнання
- 1969 рік: Премія Сентура, присуджена Академією написів і художньої літератури за його докторську дисертацію «Порфір і Вікторін»[15] .
- 1969 рік: Премія Деруссо, присуджена Асоціацією заохочення грекознавства за його дисертацію «Порфір і Вікторін»[15] .
- 1972 рік: член-кореспондент Академії наук і літератури Майнца[15] .
- З 1979 року: член філологічної та філософської комісій цієї академії[15] .
- 1979 рік: Срібна медаль Національного центру наук.
- 1985 рік: Доктор honoris causa Невшательського університету[16] .
- 1990 рік: Премія імені Даньяна-Бувере від Академії моральних і політичних наук за його працю «Духовні вправи та антична філософія»[15] .
- 1992 рік: Премія фундації Le Métais-Larivière Французької академії за переклад трактатів 38 і 50 Плотіна[17] .
- 1999 рік: Велика премія з філософії Французької академії за весь життєвий доробок[18] .
- 2000 рік: член-кореспондент Баварської академії наук у Мюнхені[15] .
- 2002 рік: Доктор honoris causa Університету Лаваля (Канада)[19] .
- 2008 рік: Премія фундації Боннефу Інституту Франції .

З часу вступу до Практична школа вищих досліджень П'єр Адо підписав добровільну відмову від різних почесних відзнак, які надає французька держава, таких як орден Почесного легіону тощо.

## Подальше читання
- J. Scheid, «Pierre Hadot (1922—2010), chaire de pensée hellénistique et romaine, 1982—1991», La lettre du Collège de France no. 30 December 2010, 43–45
- G. Catapano, «Pierre Hadot (1922—2010)», Adamantius XVII (2011), 348—352
- M. Chase, S.R.L. Clark, M. McGhee, eds., (2013). Philosophy as a way of life: ancients and moderns. Essays in honor of Pierre Hadot Wiley-Blackwell. ISBN 978-1-4051-6161-9.